# 三好耕三
三好 耕三（みよし こうぞう、1947年（昭和22年） - ）は日本の写真家。大判カメラによる精緻なモノクロ写真で知られる。

## 経歴
千葉県に生まれる。1971年、日本大学芸術学部写真学科卒業。在学中は広告カメラマンのアシスタントを経験するが、大学の文化祭で観たエドワード・ウェストンのドキュメンタリー映像に感銘を受け、商業カメラマンではなく写真作家の道を目指すようになる。ウェストンへの憧れから1972年には一年間サンフランシスコとニューヨークを旅し、このとき写真のプリントに芸術作品として値段がついていることを知る。
1977年から1980年にかけて達川清、鋤田正義、大西公平、広川泰士らとともに写真同人誌『Grain』を発刊。1991年、文化庁芸術家在外研修員に選ばれ渡米し、アリゾナ大学創造写真センター(Center for Creative Photography)にて一年間の研修を受ける。その後もアリゾナに留まり、1996年に帰国。東京の代々木八幡に暗室を構え活動していたが、2022年には千葉県鎌ケ谷市に新たな暗室を建て、作品制作を続けている。
その作品は東京国立近代美術館、東京都写真美術館、ヒューストン美術館、プリンストン大学美術館、ジョージ・イーストマン美術館、アリゾナ大学創造写真センター等に収蔵されており、作家活動の初期から一貫してPGIを通じて作品を発表している。

## 使用機材
初期には35mm判カメラ、ついで中判カメラ（リコーフレックス、ローライフレックス）を使用していたが、やがて大判に転じ、1981年以降は8×10で作品を制作するようになる。2009年からはさらに大型の16×20を使用するようになり、以後、主に16×20のコンタクトプリントというかたちで作品を発表している。
このような大型のフォーマットを使用する理由として、「撮る前にじっくり選び取りたい」「8×10でも年間500枚ほど撮ってしまう。そして行き着いたのが16×20」と語っている。
愛用の8×10カメラはディアドルフ製。16×20のカメラは、ディアドルフ製11×14カメラのフロント部を流用し、スパロウ・フォトの臼田晃の協力を得て特別に製作されたものである。16×20のイメージサークルをカバーするレンズは数が限られるが、撮影風景を取材した映像からは、ニッコールM 450mm F9、ダゴール 19インチ(480mm) F7.7のほか、300mmと600mmのフジノンレンズの使用が確認できる。
16×20カメラの三脚には、クイックセット(Quickset)製の「ハーキュリーズ」(Hercules)を使用している。

## 写真集
- 1994. Far East and Southwest, Center for Creative Photograophy, The University of Arizona.
- 1999. In the Road, Nazraeli Press.
- 2002. INDEX, PGI.
- 2010. ORIGIN, M/Light Label No.2, MATCH and Company Co., Ltd.
- 2013. Kozo Miyoshi, 916 Press & AKAAKA.
- 2015. RINGO, PGI.